# 血液循環共振理論
血液循環共振理論是關於人體血液循環的理論，由以台灣中央研究院物理所王唯工(Wei-Kung Wang)教授為首等人提出，認為此理論補足並解釋了一些現代循環生理學(circular physiology)理論無法解釋的現象。其人並將此一理論連結到中醫學，用以解釋中醫學許多理論與現象，比如氣、血、五臟六腑、宗氣、氣聚膻中、心腎不交等，但此學說仍未廣為學界接受。

## 理論架構與實驗
此理論認為：自離開心臟後，從主動脈到小動脈的血液輸送，非如傳統循環生理學的流量理論，是如同流體般的血流直接流動；相對地，心臟所擠射出的血液撞擊在主動脈弓上，能量從動能轉換成彈性位能，並以壓力波的形式沿著降主動脈等大血管往遠心端傳送，直到器官與主動脈相連接的小動脈。小動脈呈現為主動脈的分枝缺口，在此處壓力波將血液擠出，提供器官的灌流。
而根據此理論，其對傳統流量理論提出的詰問之一：心臟功率僅1.7瓦，如何提供直達遠離心臟之器官所需的血流動能？其認為在胚胎發育上，如肝、腎等等器官供血動脈的血管生成是透過本身頻率與心臟跳動頻率呈現諧波倍頻方式發育而得，因此在循環上，壓力波的輸送因為共振而容易抵達器官，因此稱之為「共振理論」。
在實驗上，發表於1991年7月的《Circulation Research》論文用了由幫浦、彈性管（模擬動脈）與分枝上放置氣球（模擬對器官的「噴血」或灌流）所架成的仿體模擬血液循環系統以觀察共振現象；另外也結紮大鼠血管，測試真正生理上結紮前後的壓力波變化。其研究指出共振現象可以用電路上由電容、電感、電阻構成的傳輸線來類比，其中電容與電感構成的共振器代表壓力波在彈性管的共振傳遞，而電阻代表了流過器官的血液自動脈向靜脈的壓降與阻尼。

## 外部連結
- （简体中文）中国经济网線上閱讀——《气的乐章》，王唯工著，中国人民大学出版社出版
- 中醫脈診科學化研究：以時域分析法和血液共振理論為例